# Dolakha (huyện)
Dolakha (tiếng Nepal:दोलखा) là một huyện thuộc khu Janakpur, vùng Trung Nepal, Nepal. Huyện này có diện tích 2191 km², dân số thời điểm năm 2011 là 186557  người.

## Dân số
Biến động dân số giai đoạn 1952-2011:
| Năm    | 1952   | 1961   | 1971   | 1981   | 1991   | 2001   | 2011   |
| ------ | ------ | ------ | ------ | ------ | ------ | ------ | ------ |
| Dân số | 125384 | 132112 | 130022 | 150576 | 173236 | 204229 | 186557 |